# 克薩韋爾·施拉格爾
克薩韋爾·施拉格爾（德語：Xaver Schlager，發音：[ˈksaːvɐ ˈʃlaːɡɐ]；1997年9月28日—），奧地利足球運動員，現效力於德甲球會RB萊比錫，司職中場。2018年加入奧地利成年國家隊，2021年入選2020歐洲盃奧地利隊陣容。

## 俱樂部生涯
施拉格爾的職業足球生涯起步於SC聖瓦倫丁，之後他加入到薩爾斯堡紅牛的青訓系統。
在2015年1月至2016年7月期間，他以租借的形式效力列弗寧。租借結束重返薩爾斯堡紅牛後，逐漸成為球隊的中場核心。
上賽季，他在奧超上陣26次，打進5球，送出兩次助攻。在薩爾斯堡紅牛效力期間，他拿到了四次奧超聯賽冠軍以及三次奧地利盃冠軍。
施拉格爾從薩爾斯堡紅牛轉會來到德甲球隊沃爾夫斯堡，與俱樂部簽約至2023年。

## 國家隊生涯
施拉格爾在2018年3月23日的友誼賽中完成國家隊首秀，當時的對手是斯洛文尼亞。他代表奧地利U21國家隊參加了2019年U21歐洲國家盃。

## 外部連結
- 克萨韦尔·施拉格尔 （页面存档备份，存于）在OFB中的档案
- Soccerway資料庫：克薩韋爾·施拉格爾
- worldfootball.net：克薩韋爾·施拉格爾之統計數據 （英文）